# Huis Nassau-Wiesbaden-Idstein
Het Huis Nassau-Wiesbaden-Idstein was een zijtak van de Walramse Linie van het Huis Nassau, een Duitse adellijke familie. Het Huis Nassau-Wiesbaden-Idstein ontstond in 1355 door de eerste deling in de Walramse Linie en heerste over een deel van het graafschap Nassau. Vanwege de sterke buren de graven van Katzenelnbogen en de heren van Eppstein konden de graven van Nassau-Wiesbaden-Idstein hun grondgebied amper uitbreiden. Van de ondergang van de heren van Eppstein sinds het midden van de 15e eeuw konden de graven van Nassau-Wiesbaden-Idstein, in tegenstelling tot de graven van Katzenelnbogen, niet profiteren. Drie leden van het huis werden aartsbisschop en keurvorst van Mainz. Een ander lid van het huis was stadhouder van het hertogdom Gelre en het graafschap Zutphen. Het huis stierf uit in 1605.

## Ontstaan van het huis

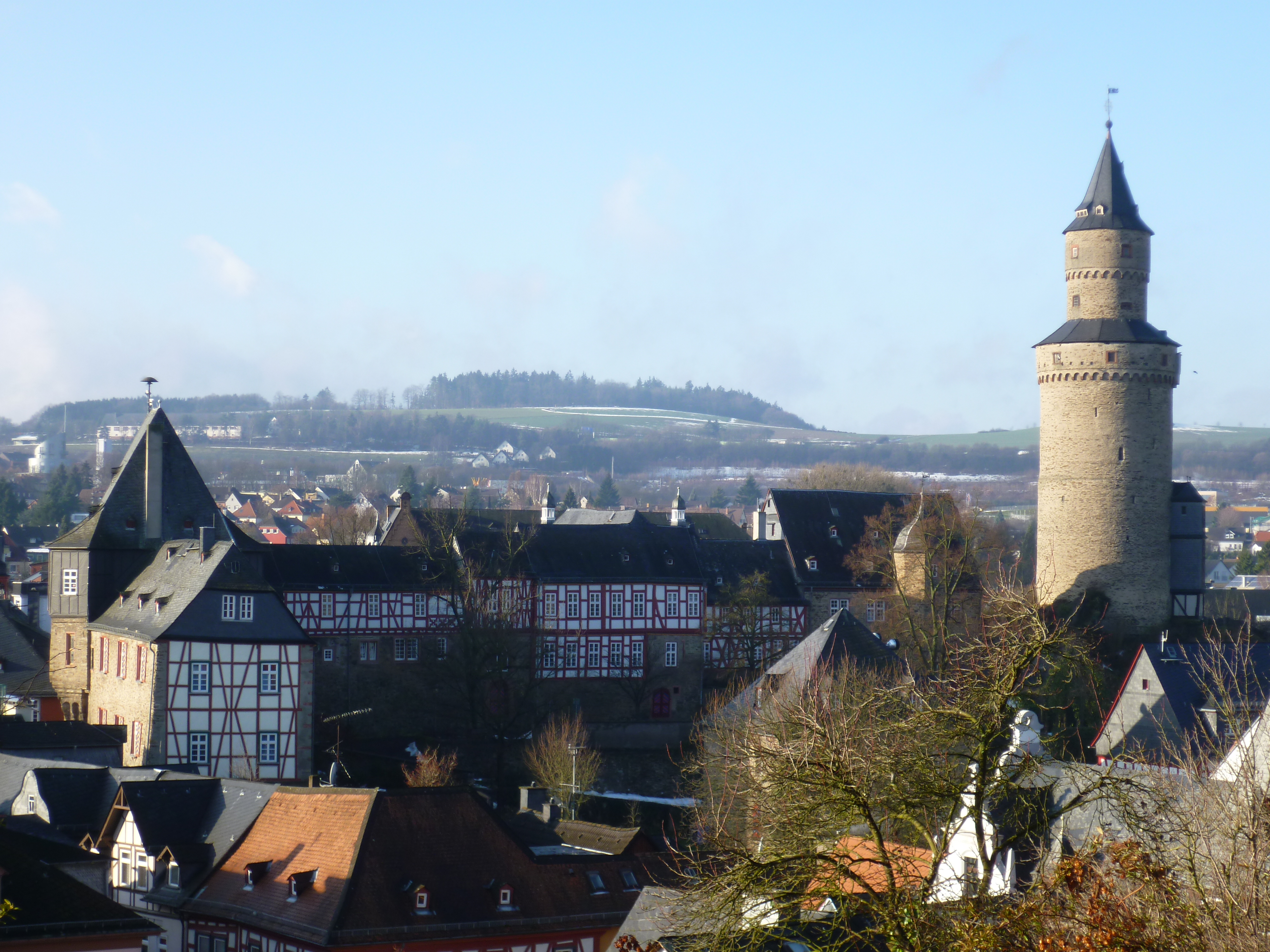
De Burcht Idstein met rechts de Hexenturm

Het Huis Nassau-Wiesbaden-Idstein ontstond in 1355 door de eerste deling in de Walramse Linie tussen de twee oudste zoons van graaf Gerlach I van Nassau: Adolf I en Johan I. Deze hadden hun vader in 1344 opgevolgd en tot dan gezamenlijk geregeerd. Adolf verkreeg bij de verdeling de heerlijkheden Wiesbaden en Idstein.
Wiesbaden was bezit van het Huis Nassau sinds Walram I van Nassau de Koningshof Wiesbaden had ontvangen van keizer Frederik I "Barbarossa". De Nassause bezittingen in dat gebied werden rond 1214 uitgebreid toen graaf Hendrik II "de Rijke" de rijksvoogdij (Reichsvogtei) over Wiesbaden en de omliggende Königssondergau in leen ontving.
Het gebied rond de Burcht Idstein was oorspronkelijk een rijksleen. Het kwam rond 1120 in bezit van de aartsbisschoppen van Mainz, die het in leen gaven aan de graven van Laurenburg, de voorouders van het Huis Nassau.

## Naam van het huis
Voor het grootste deel van de tijd dat de zijtak bestond, gebruikten de leden geen unieke naam voor hun huis, noch voor hun deelgraafschap. De leden noemden zich graaf van Nassau. De naam is later door historici bedacht om de verschillende zijtakken en deelgraafschappen te kunnen onderscheiden. Daarbij is het gebruikelijk om de familienaam te combineren met de belangrijkste residentie van de graven of de hoofdplaats van het deelgraafschap. De meeste historici spreken van Nassau-Wiesbaden-Idstein, enkele van Nassau-Wiesbaden, en andere van Nassau-Idstein. Die laatste naam werd wel door de laatste vertegenwoordigers van het huis gebruikt, toen Idstein de belangrijkste residentie geworden was. Het is ook de naam van de tussen 1629 en 1721 bestaande zijtak Nassau-Idstein die ongeveer hetzelfde gebied bezat.

## Regerende graven

### Adolf I van Nassau-Wiesbaden-Idstein (1355-1370)
Adolf I van Nassau-Wiesbaden-Idstein (1307 - Idstein, 17 januari 1370) was de oudste zoon van graaf Gerlach I van Nassau en Agnes van Hessen. Hij resideerde overwegend in Idstein. 
Uit zijn huwelijk met Margaretha van Neurenberg werden ten minste zestien (en mogelijk achttien) kinderen geboren, onder wie zijn opvolgers Gerlach II en Walram IV alsmede de aartsbisschoppen Adolf I en Johan II van Mainz. 

### Gerlach II van Nassau-Wiesbaden-Idstein (1370-1386)
Gerlach II van Nassau-Wiesbaden-Idstein (1333 - na 1386) was de oudste zoon van graaf Adolf I en Margaretha van Neurenberg. Hij volgde in 1370 zijn vader op en regeerde samen met zijn broer Walram IV. 
Uit zijn huwelijk met Agnes van Veldenz-Geroldseck zijn geen kinderen bekend.

### Walram IV van Nassau-Wiesbaden-Idstein (1370-1393)
Walram IV van Nassau-Wiesbaden-Idstein († 7 november 1393) was de zesde zoon van graaf Adolf I en Margaretha van Neurenberg. Hij volgde in 1370 zijn vader op en regeerde samen met zijn broer Gerlach II en na diens dood alleen.
Uit zijn huwelijk met Bertha van Westerburg werden twee kinderen geboren, onder wie zijn enige zoon en opvolger Adolf II. 

### Adolf II van Nassau-Wiesbaden-Idstein (1393-1426)
Adolf II van Nassau-Wiesbaden-Idstein (1386 - 26 juli 1426) was de enige zoon van graaf Walram IV en Bertha van Westerburg. Hij volgde in 1393 zijn vader op. Samen met zijn achterneef Filips I van Nassau-Weilburg erfde hij in 1404 van de weduwe van zijn oudoom Rupert van Nassau-Sonnenberg de heerlijkheid Sonnenberg. Adolf was sinds 1404 bestuurder van de bezittingen van de aartsbisschop en keurvorst van Mainz, zijn oom Johan II, in Hessen. 
Uit zijn huwelijk met Margaretha van Baden werden zes kinderen geboren, onder wie zijn opvolger Johan en aartsbisschop Adolf II van Mainz.

### Johan van Nassau-Wiesbaden-Idstein (1426-1480)
Johan van Nassau-Wiesbaden-Idstein (1419 - 9 mei 1480) was de oudste zoon van graaf Adolf II en Margaretha van Baden. Hij volgde in 1426 zijn vader op. Hij ondersteunde zijn broer Adolf tegen Diether van Isenburg in de strijd om het aartsbisdom Mainz.
Uit zijn huwelijk met Maria van Nassau-Siegen werden negen kinderen geboren, onder wie zijn opvolgers Adolf III en Filips. Deze deelden hun bezit, Adolf III regeerde als graaf van Nassau-Wiesbaden, en Filips als graaf van Nassau-Idstein.

### Filips van Nassau-Idstein (1480-1509)
Filips van Nassau-Idstein (1450 - 16 juni 1509) was de vierde en jongste zoon van graaf Johan en Maria van Nassau-Siegen. Hij volgde in 1480 zijn vader op als graaf van Nassau-Idstein. Hij was raadsheer van rooms-koning Maximiliaan I, en diende in diens leger in de Nederlanden. 
Uit zijn huwelijk met Margaretha van Palts-Zweibrücken werden geen kinderen geboren.

### Adolf III van Nassau-Wiesbaden (1480-1511)
Adolf III van Nassau-Wiesbaden (10 november 1443 - Wiesbaden, 6 juli 1511) was de tweede zoon van graaf Johan en Maria van Nassau-Siegen. Hij volgde in 1480 zijn vader op als graaf van Nassau-Wiesbaden. 
Adolf werd in 1481 keizerlijk stadhouder van het graafschap Zutphen en was tussen 1489 en 1492 stadhouder van het hertogdom Gelre en het graafschap Zutphen. Hij werd in 1501 door de standen tot hoogste kamerrechter bij het Rijkskamergerecht benoemd, maar hij moest dat ambt snel weer opgeven. In 1509 nam hij opnieuw het ambt van hoogste kamerrechter op zich. 
Bij het kinderloos overlijden van zijn broer Filips in 1509 erfde Adolf diens graafschap Nassau-Idstein.
Uit zijn huwelijk met Margaretha van Hanau-Lichtenberg werden vier kinderen geboren onder wie zijn enige zoon en opvolger Filips I.

### Filips I van Nassau-Wiesbaden (1511-1554)
Filips I van Nassau-Wiesbaden bijgenaamd “der Altherr” (Keulen, 26 april 1492 - Idstein, 6 juni 1558) was de enige zoon van graaf Adolf III en Margaretha van Hanau-Lichtenberg. Hij volgde in 1511 zijn vader op. 
In 1536 stelde Filips zijn oudste zoon, Filips, die ter onderscheid “der Jungherr” werd genoemd, aan als mederegent. Filips “der Altherr” verdeelde in 1554 zijn bezittingen tussen zijn twee oudste zoons.
Uit zijn huwelijk met Adriana van Glymes werden zes kinderen geboren, onder wie zijn opvolgers Filips “der Jungherr”, Adolf IV en Balthasar.

### Filips II van Nassau-Wiesbaden (1536-1566)
Filips II van Nassau-Wiesbaden bijgenaamd “der Jungherr” (1516 - Sonnenberg, 3 januari 1566) was de oudste zoon van graaf Filips I “der Altherr” en Adriana van Glymes. Hij kreeg zijn opleiding in de Nederlanden, waar hij ook zijn jeugd doorbracht. 
Filips werd in 1536 door zijn vader als mederegent aangesteld. Ter onderscheid van zijn vader werd Filips “der Jungherr” genoemd. In 1554 verdeelde Filips “der Altherr” zijn bezittingen tussen zijn twee oudste zoons. Filips “der Jungherr” werd graaf van Nassau-Wiesbaden, en Adolf werd graaf van Nassau-Idstein. Adolf IV overleed reeds in januari 1556, zijn broer Filips was zijn erfgenaam. In 1564 stond Filips het graafschap Nassau-Idstein af aan zijn jongste broer Balthasar.
Filips bleef ongehuwd. Hij werd opgevolgd door zijn broer Balthasar.

### Adolf IV van Nassau-Idstein (1554-1556)
Adolf IV van Nassau-Idstein (1518 - Idstein, 5 januari 1556) was de tweede zoon van graaf Filips I “der Altherr” en Adriana van Glymes. Bij de afstand van zijn vader in 1554 werd Adolf graaf van Nassau-Idstein. Hij overleed anderhalf jaar later en werd begraven in de Uniekerk te Idstein.
Uit zijn huwelijk met Françoise van Luxemburg-Ligny werden drie dochters geboren.

### Balthasar van Nassau-Idstein (1564-1568)
Balthasar van Nassau-Idstein (1520 - 11 januari 1568) was de derde en jongste zoon van graaf Filips I “der Altherr” en Adriana van Glymes. Hij werd op 15-jarige leeftijd ridder van de Duitse Orde. Hij werd commandeur van de orde in Graffenberg in Zwaben. Hij deed op 19 oktober 1564 afstand en trad uit de orde. Balthasar verkreeg in 1564 Idstein en erfde in 1566 Wiesbaden van zijn oudste broer Filips “der Jungherr”. Hij overleed twee jaar later en werd begraven in de Uniekerk te Idstein.
Uit zijn huwelijk met Margaretha van Isenburg-Büdingen werd geboren: Johan Lodewijk.

### Johan Lodewijk I van Nassau-Idstein (1568-1596)
Johan Lodewijk I van Nassau-Idstein (1567 - Idstein, 20 juni 1596) was het enige kind van graaf Balthasar en Margaretha van Isenburg-Büdingen. Hij volgde in 1568 zijn vader op als graaf van Nassau-Idstein. Hij stond tot 1590 onder regentschap, eerst tot 1574 van Johan III van Nassau-Saarbrücken, en daarna van Albrecht van Nassau-Weilburg en Filips III van Nassau-Saarbrücken. Hij overleed toen hij in een vlaag van waanzin uit een venster van de burcht te Idstein sprong, en werd begraven in de Uniekerk te Idstein. Van het grafmonument voor hem en zijn vrouw resteren nog slechts enkele delen.
Uit zijn huwelijk met Maria van Nassau-Siegen werden zes kinderen geboren, onder wie zijn zoons en opvolgers Johan Filips en Johan Lodewijk II.

### Johan Filips van Nassau-Idstein (1596-1599)
Johan Filips van Nassau-Idstein (Idstein, 26 maart 1595 - Idstein, 29 augustus 1599) was de oudste zoon van graaf Johan Lodewijk I en Maria van Nassau-Siegen. Hij volgde in 1596 (onder regentschap) zijn vader op als graaf van Nassau-Idstein. Hij overleed op vierjarige leeftijd en werd begraven in de Uniekerk te Idstein.

### Johan Lodewijk II van Nassau-Idstein (1599-1605)
Johan Lodewijk II van Nassau-Idstein (Idstein, 21 mei 1596 - Dillenburg, 9 juni 1605 o.s.) was de tweede zoon van graaf Johan Lodewijk I en Maria van Nassau-Siegen. Hij volgde in 1599 (onder regentschap) zijn broer op als graaf van Nassau-Idstein. Hij overleed op negenjarige leeftijd aan de kinderpokken en werd op 26 juni 1605 begraven in de Evangelische Stadskerk te Dillenburg.
Met Johan Lodewijk II stierf het Huis Nassau-Wiesbaden-Idstein uit. Erfgenaam was graaf Lodewijk II van Nassau-Weilburg.

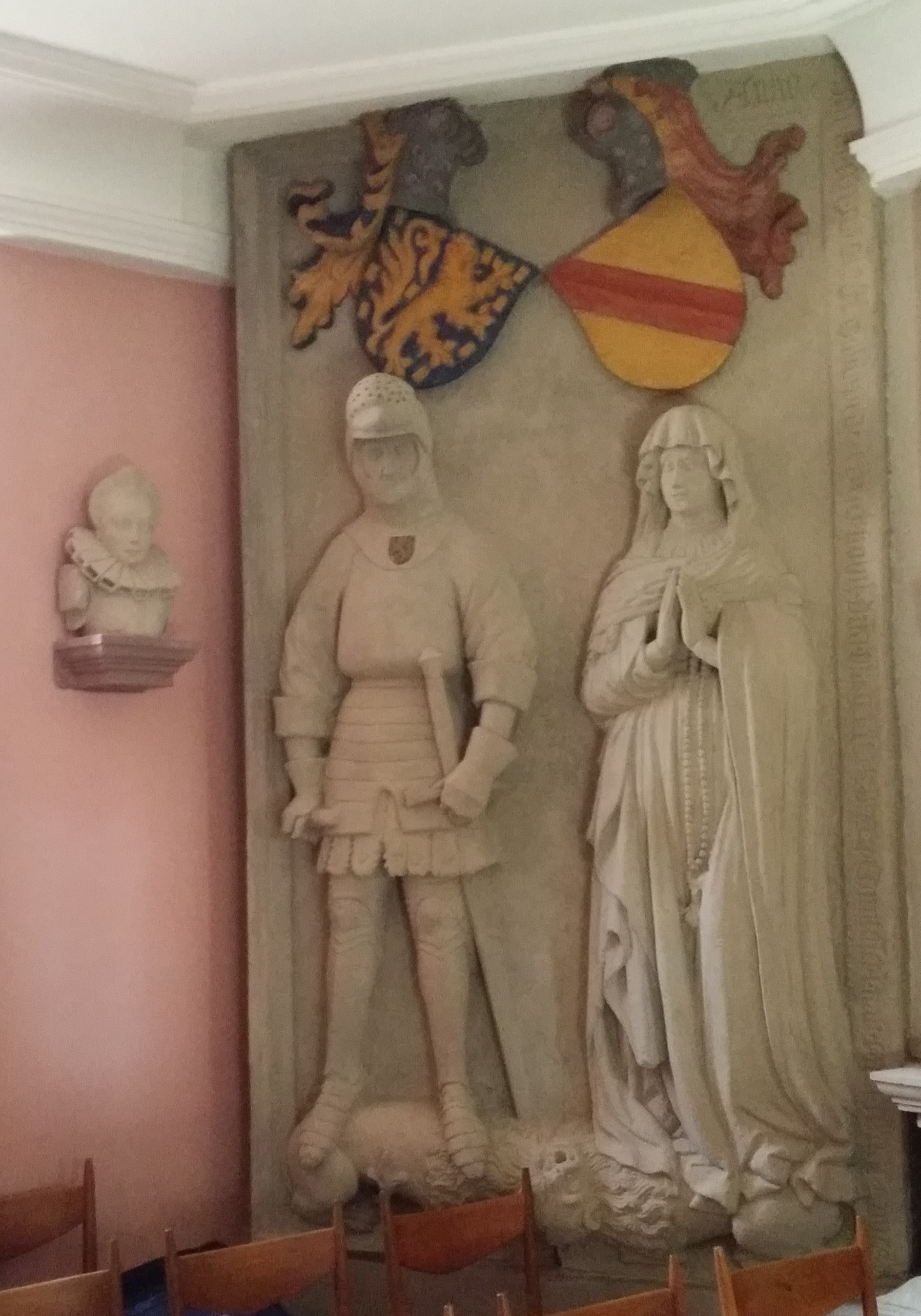
Grafmonument voor Adolf II en Margaretha van Baden in de Uniekerk, Idstein
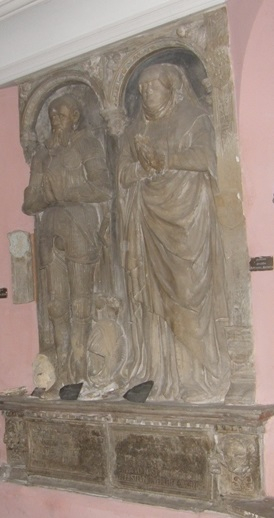
Grafmonument voor Filips “der Altherr” en Adriana de Glymes in de Uniekerk, Idstein
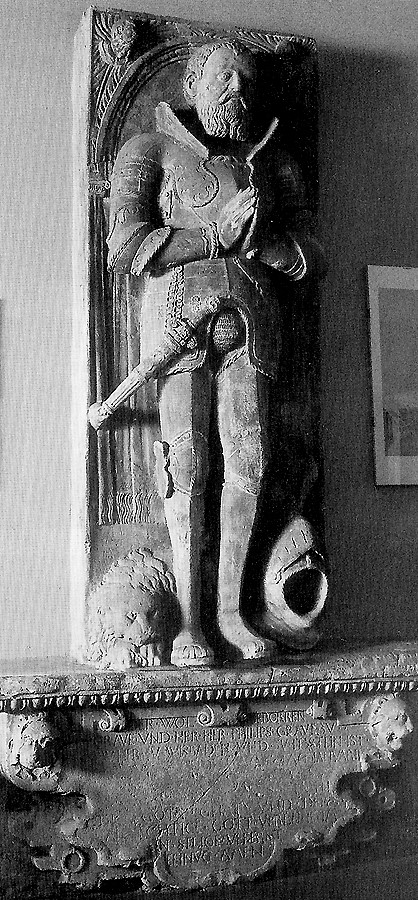
Grafmonument van Filips “der Jungherr” in het Museum Wiesbaden
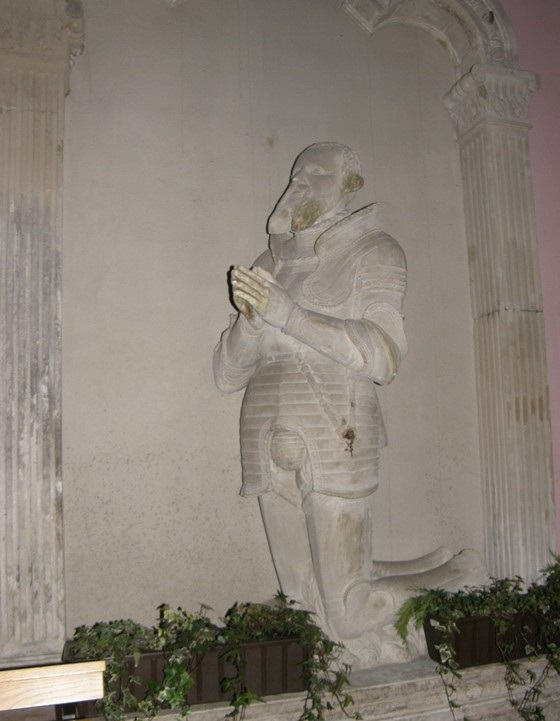
Grafmonument voor Adolf IV in de Uniekerk, Idstein
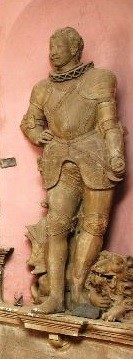
Grafmonument voor Johan Lodewijk I in de Uniekerk, Idstein

## Aartsbisschoppen en keurvorsten van Mainz uit het huis
Het aartsbisdom en keurvorstendom Mainz was een relatief groot land in het Heilige Roomse Rijk. Als aartssticht bestond het keurvorstendom uit gebieden die onder de wereldlijke heerschappij van de aartsbisschop van Mainz vielen. 
De aartsbisschop van Mainz nam zowel binnen de Rooms-Katholieke Kerk als binnen het Heilige Roomse Rijk een speciale positie in. Als Primas Germaniae en pauselijk legaat was hij de belangrijkste bisschop van Duitsland en de plaatsvervanger van de paus ten noorden van de Alpen. Als keurvorst had hij het recht om mede de Rooms-Duitse koning te kiezen. De aartsbisschop was daarnaast ook aartskanselier voor Duitsland, die de koningsverkiezingen moest organiseren.
Het territorium van het keurvorstendom Mainz bestond uit verschillende niet aan elkaar gesloten gebieden. Het Nedersticht lag rond de samenvloeiing van de Rijn en de Main rond Eltville en de hoofdstad Mainz. Het Oversticht lag ten oosten hiervan langs de middenloop van de Main rond de steden Aschaffenburg en Walldürn. Daarnaast behoorden ook het Eichsfeld en het gebied rond Erfurt in Thüringen tot het keurvorstendom.

### Adolf I (1381-1390)
Adolf I van Nassau-Wiesbaden-Idstein (1345/46 - Heiligenstadt, 6 februari 1390) was de vierde zoon van graaf Adolf I en Margaretha van Neurenberg.
Adolf werd door zijn oom Gerlach van Nassau, die aartsbisschop en keurvorst van Mainz was, tot coadjutor aangesteld. Daarmee werd Adolf Gerlachs beoogde opvolger. Gerlachs vroege dood heeft deze plannen echter verijdeld.
Op 28 april 1371 werd Adolf tot bisschop van Speyer verkozen, op 8 september 1371 volgde zijn wijding tot bisschop. Twee jaar later werd Adolf door een deel van het kapittel van de Dom van Mainz tot aartsbisschop van Mainz verkozen. Paus Gregorius XI benoemde echter de bisschop van Bamberg tot aartsbisschop van Mainz. Dat leidde tot jarenlange militaire conflicten.
Tegenpaus Clemens VII bevestigde Adolf in 1379 als aartsbisschop, Adolf ontving op 29 oktober 1379 in Eltville het pallium. Pas na de dood van paus Gregorius XI kwam er in 1381 een verzoening over het aartsbisdom Mainz. Adolf trok op 18 april 1381 als aartsbisschop Mainz binnen.

### Johan II (1397-1419)
Johan II van Nassau-Wiesbaden-Idstein (1360 - Aschaffenburg, 23 september 1419) was de zevende zoon van graaf Adolf I en Margaretha van Neurenberg.
Bij de verkiezing van een opvolger van zijn broer, aartsbisschop en keurvorst Adolf I, werd hij verslagen. Zes jaar later verloor hij een tweede keer. Hij slaagde er echter in om de pauselijke erkenning van Godfried van Leiningen te voorkomen en in plaats daarvan op 26 januari 1397 door paus Bonifatius IX zijn eigen benoeming tot aartsbisschop te verkrijgen. Na lang onderhandelen deed Godfried definitief afstand van de bisschopsstaf.
Johan streefde sinds 1398 met de andere keurvorsten uit het Rijnland naar de afzetting van de controversiële koning Wenceslaus. In 1400 werd Wenceslaus door Johan en de drie andere Rijnlandse keurvorsten op het Kasteel Lahneck in Oberlahnstein voor afgezet verklaard en werd Ruprecht van de Palts tot koning gekozen.
Reeds vier jaar later, toen Ruprecht bewees dat hij geen gedwee werktuig in Johans handen was en bovendien door zijn pogingen om zijn eigen Hausmacht te versterken, in territoriale conflicten met Mainz terecht kwam, werd aartsbisschop Johan zijn onverzoenlijke tegenstander. Het conflict tussen de koning en de aartsbisschop verscherpte zich gedurende het kerkelijke schisma, toen Johan in 1409 overging naar de zijde van de door het Concilie van Pisa gekozen paus Alexander V, terwijl Ruprecht trouw bleef aan paus Gregorius XII. De dood van Ruprecht in 1410 gaf Johan aanvankelijk een adempauze. Bij de volgende koningsverkiezing stemde hij voor Jobst van Moravië, maar hij schikte zich reeds in 1411 met de verkiezingswinnaar Sigismund.

### Adolf II (1461-1475)
Adolf II van Nassau-Wiesbaden-Idstein (ca. 1423 - Eltville, 6 september 1475) was de tweede zoon van graaf Adolf II en Margaretha van Baden.
Bij de verkiezing tot aartsbisschop van Mainz in 1459 door het kapittel van de Dom van Mainz verloor Adolf aanvankelijk nipt van zijn tegenkandidaat Diether van Isenburg. Diether werd echter twee jaar later door paus Pius II afgezet vanwege zijn oppositionele houding tegen kerk en keizer. Tegelijkertijd benoemde de paus Adolf op 21 augustus 1461 tot nieuwe aartsbisschop, nadat keizer Frederik III reeds eerder zijn goedkeuring had gegeven. Diether besloot zich in het aartsbisdom staande te houden. Het aartsbisdom was deels in handen van Adolf en deels in handen van Diether. De verwoestende, bloedige en geldverslindende Mainzer Stichtoorlog duurde een jaar en bereikte zijn hoogtepunt op 28 oktober 1462, toen de troepen van Adolf Mainz binnenvielen, waarbij ongeveer 500 mensen het leven lieten en nog eens 400 uit de stad verdreven werden. Daarmee was de oorlog echter nog niet beëindigd. De inspanningen van de paus en de keizer bleven lang zonder succes totdat er op 12 oktober 1463 bij de Vrede van Zeilsheim een overeenkomst tot stand kwam. Diether deed afstand van het aartsbisdom en werd schadeloos gesteld.

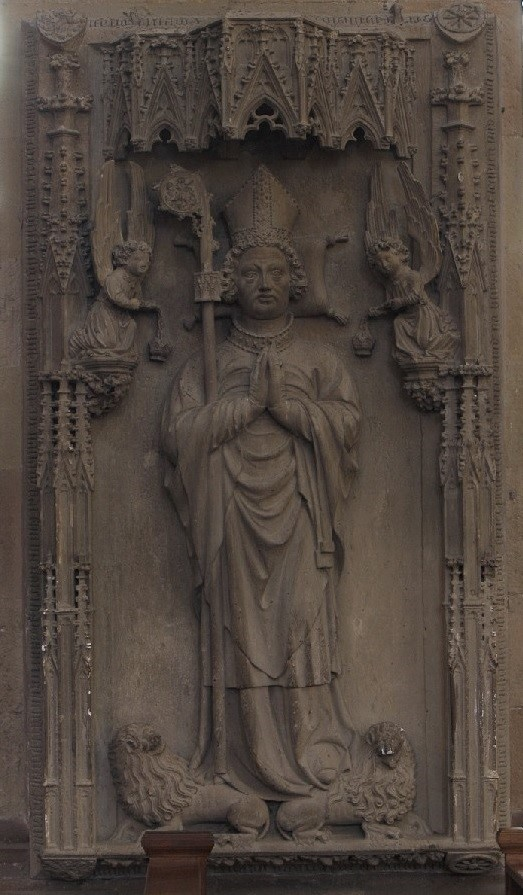
Grafmonument voor aartsbisschop Adolf I in de Dom van Mainz
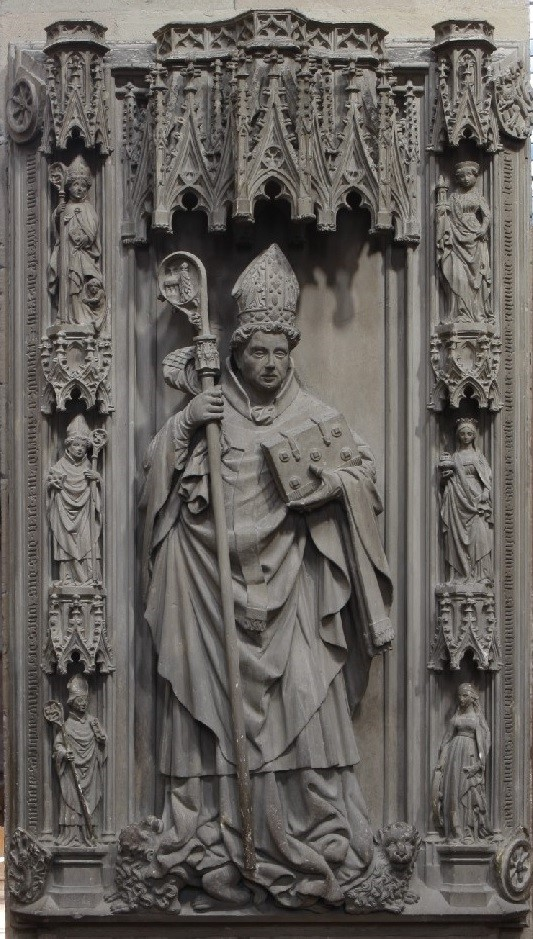
Grafmonument voor aartsbisschop Johan II in de Dom van Mainz
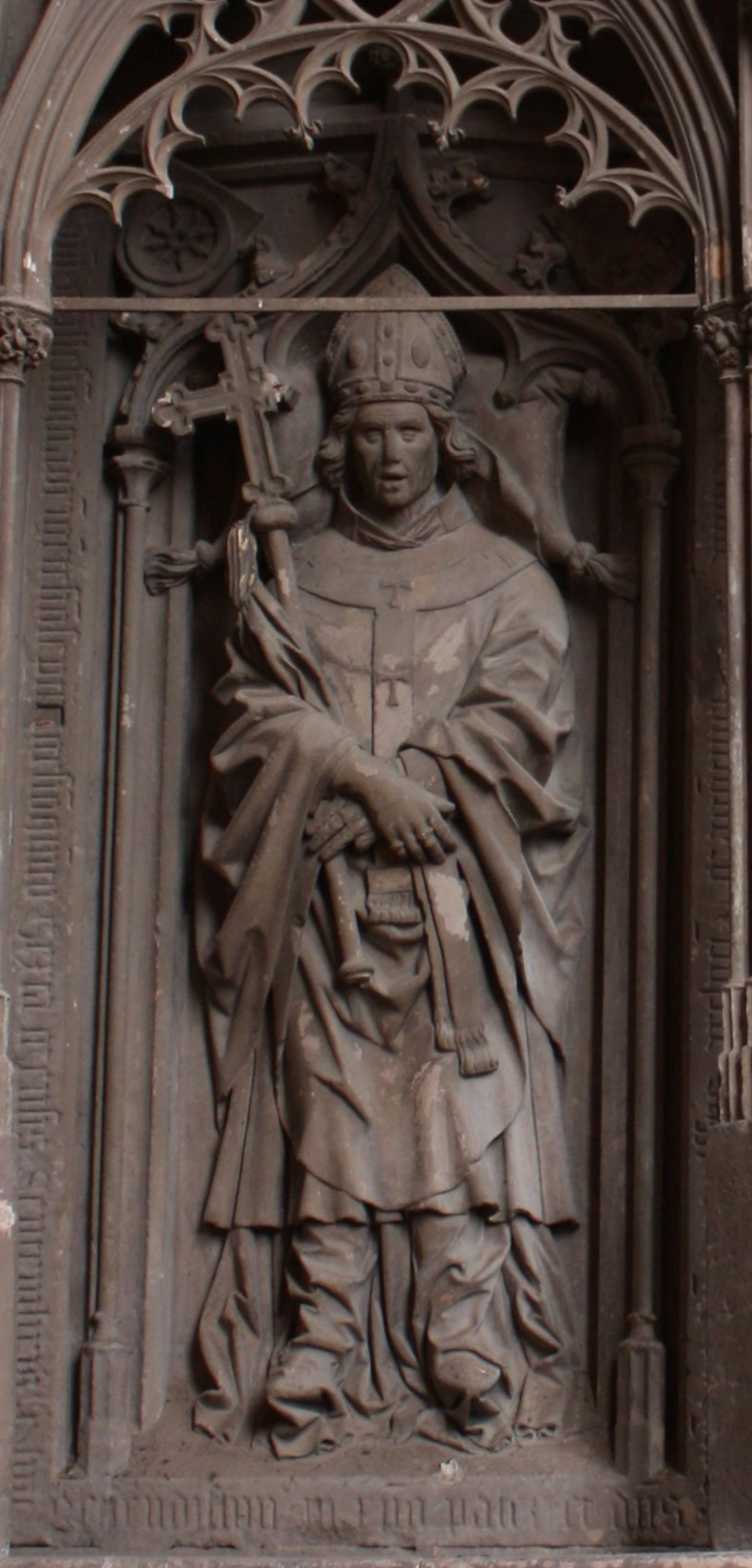
Grafmonument voor aartsbisschop Adolf II in Klooster Eberbach

## Overige leden uit het huis

### Frederik
Frederik van Nassau-Wiesbaden-Idstein († 1371) was de tweede zoon van graaf Adolf I en Margaretha van Neurenberg. Hij was domheer te Mainz.

### Johan (1353-1420)
Johan van Nassau-Wiesbaden-Idstein (1353 - 7 augustus 1420) was de vijfde zoon van graaf Adolf I en Margaretha van Neurenberg. Hij was namens de aartsbisschop en keurvorst van Mainz (= zijn broer Johan II) voogd in Rusteburg, stadhouder in Eichsfeld, voogd in Sacheburg in 1412, provisor in Erfurt in 1413, en gevolmachtigde in Hessen in 1416.

### Johan (1439-1482)
Johan van Nassau-Wiesbaden-Idstein (1439 - 27 februari 1482) was de oudste zoon van graaf Johan en Maria van Nassau-Siegen. Hij volgde een kerkelijke carrière en was domheer te Mainz 1453, proost te Kiedrich, provoost van de Sint-George te Limburg 1470-1482, kanunnik van de Sint-Lambertuskathedraal te Luik 1470, en kanunnik van de Sankt Mariengreden te Mainz 1479.

### Engelbrecht
Engelbrecht van Nassau-Wiesbaden-Idstein (1448 - Mainz, 7 april 1508) was de derde zoon van graaf Johan en Maria van Nassau-Siegen. Hij volgde een kerkelijke carrière en was domheer te Keulen 1456, provoost van de Sint-Bartholomeus te Frankfurt am Main 1475-1481, kanunnik van de Sint-Gereonkerk te Keulen 1479, domheer te Mainz 1483-1508, en provoost van de Sint-Marie te Erfurt. Hij was in 1476 kanselier van keizer Frederik III en diende in 1488 rooms-koning Maximiliaan I in Vlaanderen. Hij werd begraven in de Dom van Mainz.